# 普通话
普通话被定义为“以北京语音为标准音，以北方话为基础方言，以典范的现代白话文著作为语法规范的现代汉民族共同语”，是中华人民共和国法定的「国家通用語言」。“普通话”中的“普通”二字是“普遍、共通”的意思。
1923年中華民國教育部国语统一筹备会第五次会议决定基于现代中国北方官话的白话文语法和北京话语音制定標準化漢語，稱為中華民國國語。1932年经中华民国教育部颁布《国音常用字汇》后，被采纳为中国的官方语言。作为联合国六种官方工作语言之一，成为国际人士学习中文的主要参照。
中华人民共和国成立后，為區別中華民國政府所稱的“国语”，1955年全国文字改革会议上将“国语”改称为“普通话”。当前“国语”一词于中国大陆仍普遍应用于民间和影视娱乐行业用来代指普通话，尤其在谈及影视作品以及歌曲时亦多以“国语版”指代外语电影、动画等作品的普通话配音版本。第九届全国人民代表大会常务委员会通过的《中华人民共和国国家通用语言文字法》，将普通话规定为國家通用語言。

## 歷史
普通話大抵可追溯到元、明、清三朝北京為首都時以北方音調為基礎而形成的語言。
自东晋起，南京音以古中原雅音的正统嫡传身份受到政治上和文化上的推崇，在中国产生巨大影响的同时，也流传到周边国家，比如传入日本的“吴音”，便是当时的南京话。
元朝定都在大都（今北京）。忽必烈統一後，规定学校教学要使用以汉语语音为标准的天下通语。根據研究，其天下通語依据的仍然是唐宋以来占据主导地位的中原音（汴洛音）。元代盛行杂剧和散曲，这是两种接近口头语言的新的文学形式。著名的杂剧作家关汉卿、马致远、王实甫都來自大都，使用燕京腔調，他们的作品《窦娥冤》、《汉宫秋》、《西厢记》等反映出当时使用北方官話的面貌，如《經典大典》的著作編寫，反映出一般有效交流的語言工具仍以北方話為主體。元代周德清的《中原音韵》是根据元杂剧的用韵编写的，书中归纳的语音（声母、韵母、声调）系统已经相当接近今天的普通话，是近代普通話形成的原始基础。
明朝开始稱官方语言為官话，以金陵雅言为正音（称为“中州音”），形成汉语共同语系统，称为“正音”，并深远地影响到直至今天的中国语言形态，当时的“南京正音在明代占据重要地位”，这就是通行中国直至近代的下江官话。明永乐年间迁都北京后官話仍以南京音為官語，南京音調又成为当时北京语音的基础。张卫东等学者认为“明代官话有南北两支的差别”，而以南京官话为主导。明、清时代因作为汉语正音，南京话相对比较稳定。清時期來華的西方傳教士所流行的中國話，基本上是以南京官话為標準。民國初年西方傳教士主持的“華語正音会”，也以南京音為標準。
长久以来，南京话以其清雅流畅、抑扬顿错的特点以及独特的地位而受到推崇。清末中国切音新字的創制者盧戇章，仍然倡议以南京话为“各省之正音”。近百年来，南京城区语言的格局发生了较多变化。因为定都北京故，明清官话腔調逐漸染上以北京語音和北方話腔調，經過時間生成了北京官话。北京官话自清中葉起逐漸流行起來，逐渐取代南京官话成为主流。清末宣统元年（1909年）清政府正式設立「國語編審委員會」，将当时通用的官话定为国语，此后的国语运动先是推行以糅合南北方言的老国音，最终在“京国之争”中确认以较为简单的北京官话作为汉语正音，这也是普通话语音的来源。

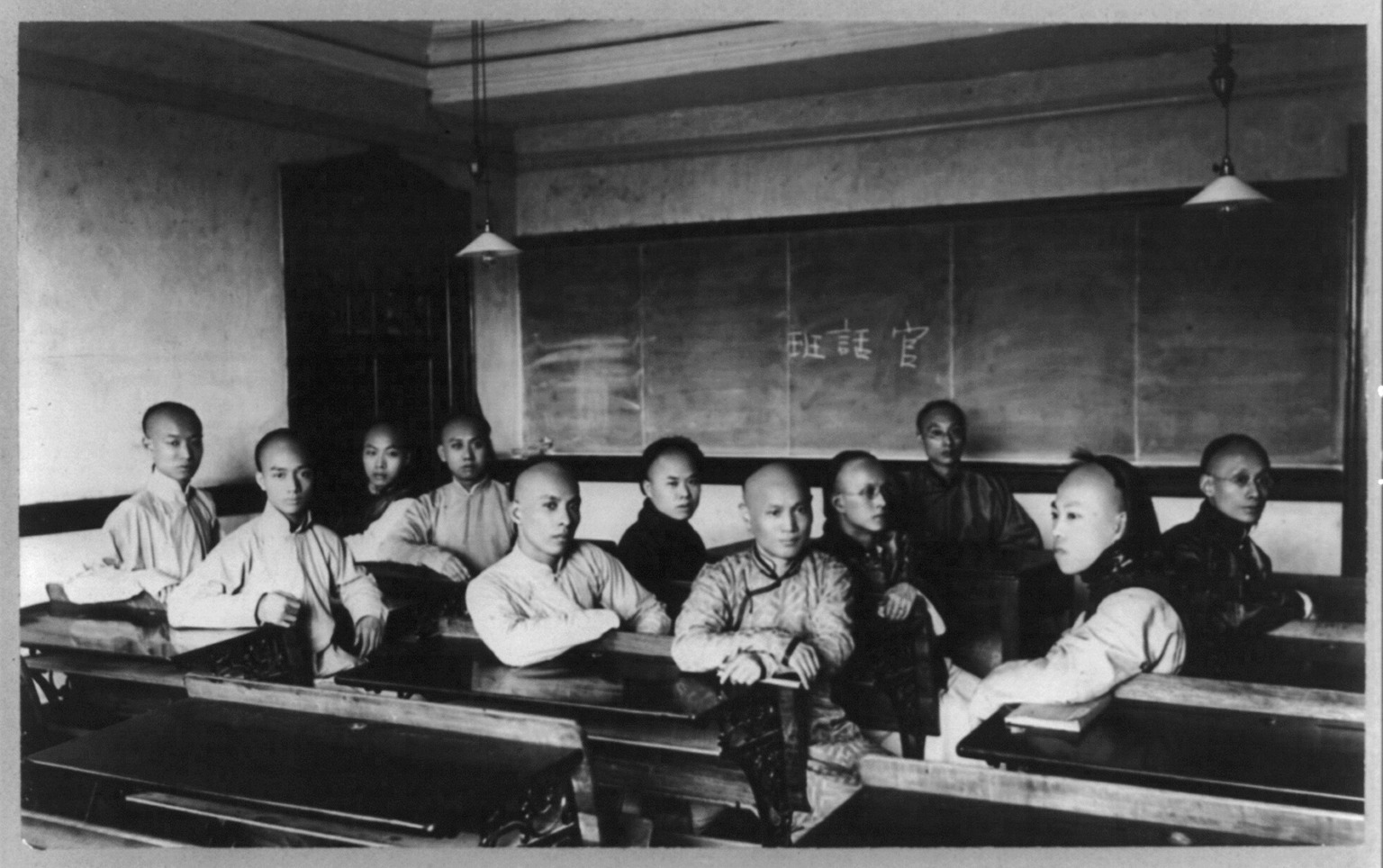
清末的官话班

1902年，學者吴汝纶去日本考察，日本人向他建議中國應該統一語言時，曾提到“普通話”。1904年，秋瑾留學日本時，曾組織一個“演说联系会”，內容提到普通話。1906年，著名研究切音字的學者朱文熊，曾在《江苏新字母》一書中，把漢語分成“国文”（文言文）、“普通话”和“俗语”（方言），並定義普通話為“各省通行之话”。
武昌起義後，瞿秋白在《鬼门关以外的战争》一文提出，“文学革命的任务，决不止于创造出一些新式的诗歌小说和戏剧，它应当替中国建立现代的普通话的文腔。”“现代普通话的新中国文，应当是习惯上中国各地方共同使用的，现代‘人话’的，多音节的，有结尾的……”并与茅盾就普通话的意義展开辯論。
中華人民共和國成立後，在《小学语文课程暂行标准（草案）》規定，應使用以北京音为标准的普通话，不用方言土语。《小学语文教学大纲草案（初稿）》和《小学语文教学大纲（草案）》也強調普通話是教给儿童的语言，並應推廣，在方言区域须特别注意正音工作。
1955年10月，在“全国文字改革会议”和“现代汉语规范问题学术会议”期间，明定普通話為“以北京语音为标准音，以北方话为基础方言”。
1955年10月26日，《人民日报》发表题为《为促进汉字改革、推广普通话、实现汉语规范化而努力》的社论，文中提到：“新中国的共同语，就是以北方话为基础方言、以北京语音为标准音的普通话”。1955年11月4日，解放軍發出《关于在军队中推行汉字简化、推广普通话和实现语言规范化的通知》。1955年11月17日，教育部发出《中华人民共和国教育部关于在中小学和各级师范学校大力推广普通话的指示》。
1956年2月6日，国务院总理周恩來在《国务院关于推广普通话的指示》定義普通話為“以北京语音为标准音、以北方话为基础方言、以典范的现代白话文著作为语法规范的普通话”。
1999年，中華人民共和國能用普通话进行交际的人口比例为53.06％。截至2014年，仍有30%人口（约4億人）无法用普通话交流。
2001年起，《国家通用语言文字法》生效，普通话成为中华人民共和国法律上的「国家通用語言」。
2021年6月2日，中华人民共和国教育部表示中国普通话普及率达到80.72%。

## 推廣
中華人民共和國許多地方非官話的其他汉语语言依然盛行，但不利於各地交流，因此政府極力推廣普通話。

## 調研採集地爭議
灤平縣推普辦指，河北省承德市灤平縣通過調研採集為普通話推廣奠定了堅實的基礎，並留下了歷史性資料，但後來又撤回了相關報導。《人民日報》、汪晓东等、刘加民等聲稱，灤平縣的名頭是「普通話之鄉」，並指金沟屯镇、巴克什营镇及火斗山镇是1953年中央人民政府政务院選擇的普通話語音採集地，目前相關報導均已撤回。但是滦平方言属于北京官话怀承小片，普通话的零声母字当地系统性地白读n或ng声母，另外还有个别字的读音和普通话有出入。此外，灤平當地口語仍使用不少非普通話的詞彙。何青霞等刊载于《记者观察》的文章则通过列举灤平人参与普通话水平测试的数据，得出滦平方言与普通话极为接近的结论。

## 管理機構
普通話的管理機構為国家语言文字工作委员会（國家語委），該機構现隶属于中華人民共和國教育部，定期對普通話進行審核讀音、確定字形等工作。

## 普通話國家標準
1956年，普通话审音委员会成立，历经八年编成了《普通话异读词审音表初稿》及“续编”、“三编”，1963年合并为《普通话异读词审音总表初稿》，奠定了普通话语音规范的基础。1982年中国文字改革委员会重新组织成立普通话审音委员会，开展了第二次普通话审音工作，以《总表初稿》为基础，形成了《普通话异读词审音表》。此表1985年12月由国家语委、国家教委、广播电视部联合发布，是普通话语音的国家标准。2011年10月28日，国家语言文字工作委员会组建新一届普通话审音委员会成立。
《新華字典》與《现代汉语词典》是两本常用的半官方普通話工具书。《新華字典》第一版由魏建功主编，1950年8月国家出版总署组建新华辞书社（后并入中国社会科学院语言研究所）印发。《现代汉语词典》第一版是国务院指示中国社会科学院语言研究所，於1956年2月6日开始编纂，並于1978年由商务印书馆正式出版。

## 普通話與中華民國國語的差異
普通話與中華民國國語大同小異。由《國語一字多音審訂表》及《〈普通話異讀詞審音表〉釋例》可得知兩者的發音差異。
| 字 | 中華民國國語      | 普通話 | 康熙字典音 | 例子       | 廣韻反切推導北京官話文讀音 |
| -- | ----------------- | ------ | ---------- | ---------- | -------------------------- |
| 泊 |                   | 、     | 、         | 血泊       |                            |
| 壑 |                   |        | 、         | 丘壑       |                            |
| 蝸 |                   |        | 、         | 蝸牛       |                            |
| 淆 |                   |        |            | 混淆       |                            |
| 轍 |                   |        |            | 南轅北轍   |                            |
| 轍 | 沒轍              |        |            |            |                            |
| 酵 | [ 註 3 ]          |        |            | 發酵       |                            |
| 括 |                   |        | 、         | 搜括       |                            |
| 括 | 包括              |        | 、         |            |                            |
| 括 | 括約肌            |        | 、         |            |                            |
| 賜 | [ 註 4 ]          |        |            | 賞賜       |                            |
| 堤 | [ 註 5 ] [ 註 6 ] |        |            | 堤封       |                            |
| 堤 | [ 註 5 ] [ 註 6 ] | 、     | 河堤       |            |                            |
| 堤 | [ 註 5 ] [ 註 6 ] | 堤之   |            |            |                            |
| 崖 |                   |        |            | 山崖       |                            |
|    |                   |        |            | 姓         |                            |
|    | 貼                |        |            |            |                            |
| 企 |                   |        |            | 企業       |                            |
| 企 |                   |        |            | 企業       |                            |
| 會 |                   |        | 、         | 會話       |                            |
| 會 | 一會兒            |        | 、         |            |                            |
| 會 |                   |        | 會計       |            |                            |
| 會 | 會稽              |        |            |            |                            |
| 乘 |                   |        |            | 千乘、萬乘 |                            |
| 乘 | 上乘、大乘        |        |            |            |                            |
| 乘 |                   | 、     | 乘坐       |            |                            |
| 垃 |                   |        | 未收錄     | 垃圾       | 未收錄                     |
| 圾 |                   |        | 、         | 垃圾       | [ 註 9 ]                   |
| 芥 |                   |        | 、         | 芥藍       |                            |
| 芥 | 芥菜              |        | 、         |            |                            |
| 驟 |                   |        | 、         | 步驟       |                            |
| 攜 | [ 註 10 ]         |        |            | 攜帶       |                            |